# 上田信舟
上田 信舟（うえだ しんしゅう）は、日本の漫画家、女性。
『魔神転生』や『女神異聞録ペルソナ』など、アトラスの人気RPGを題材とした作品が多い。

## 作風
水彩画を主体とした少女漫画的絵柄。オカルト要素が入っているのも特徴である。

## 主な作品リスト

### 長編
- ファイアーエムブレム 風の魔導士（『月刊Gファンタジー』、全1巻）
- からくり紅丸朧変化（『Noel』→『Chara』全2巻）
- 魔神転生（『月刊Gファンタジー』、全5巻）
- 栄光の手（『あすかミステリーDX』、上下巻）
- 女神異聞録ペルソナ（『月刊Gファンタジー』、全8巻）
- DAWN 〜冷たい手（『コミックZERO-SUM』、全6巻）
- BAROQUE 〜欠落のパラダイム〜（『月刊Gファンタジー』、全3巻）
- 真・女神転生外典 鳩の戦記（『月刊Gファンタジー』、全3巻）
- 彩の神（『コミックZERO-SUM』、全5巻）
- 華園ファンタジカ（『コミックZERO-SUM』、全3巻）
- 幕末Rock-howling soul-（『コミックZERO-SUM』、全2巻）
- ストレーガ 双頭のゲルダ（『月刊バーズ』、連載中）
- 魔術師と私（『コミックZERO-SUM増刊WARD』、全1巻）
- えびがわ町の妖怪カフェ（『ヤングアニマル嵐』→『ヤングアニマル』、全6巻）
- 聖闘士星矢 冥王異伝 ダークウィング（『チャンピオンRED』、2021年1月号 - 連載中、既刊7巻）

### 短編
- 上田信舟初期作品集 降誕祭の夜（全1巻）
- 決別（原作：今川泰宏『機動武闘伝Gガンダム ドモン、出奔す。』）

### イラストレーション
- こちらエルフ探偵社（作：丘野ゆうじ）
- 輪舞曲都市 Ronde‐City（作：梅村崇）
- 螺旋の月（作：朝香祥）
- ヤンノレク騎士団年代記（作：ひかわ玲子）
- シャイニングウィザード（作：嬉野秋彦）
- 罪深く潔き懺悔（作：五百香ノエル）

## その他
震災に負けるな!東日本project -東日本大震災復興支援チャリティー同人誌- に名を連ねている。
（関連項目「東日本大震災チャリティ同人誌「pray for Japan」）